# Alpha Tucanae
Alpha Tucanae (α Tuc, α Tucanae) é a estrela mais brilhante da constelação de Tucana, com uma magnitude aparente de 2,86. Com base em medições de paralaxe, está a aproximadamente 200 anos-luz (61 parsecs) da Terra.
É uma binária espectroscópica, o que significa que as duas estrelas não foram vistas individualmente com um telescópio, mas a presença da segunda estrela foi inferida observando mudanças no espectro da primária. O período orbital do sistema é de 4197,7 dias (11,5 anos). O componente primário tem uma classificação estelar de K3 III, o que indica que é uma estrela gigante que consumiu todo o hidrogênio em seu núcleo e evoluiu da sequência principal. Tem coloração alaranjada, típica de estrelas de classe K.